# Año sidéreo

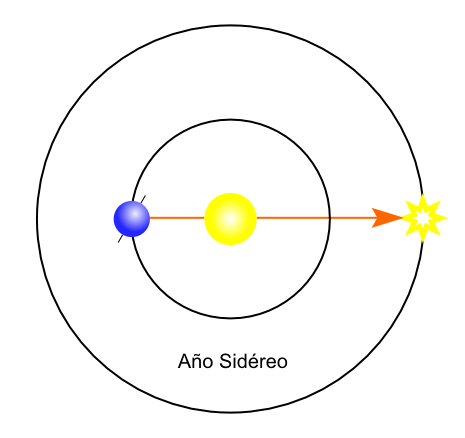
Esquema del año sidéreo.

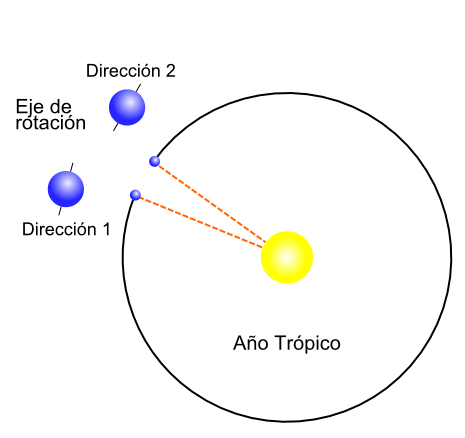
Esquema del año trópico (no está a escala).

El año sidéreo o año sideral es el tiempo que trascurre entre dos pasos consecutivos de la Tierra por un mismo punto de su órbita, tomando como referencia a las estrellas. Generalmente usado por los astrónomos, su duración es de, aproximadamente, 366,256 días siderales. Equivale a 365,256363 días solares medios (365 días 6 horas 9 minutos 9,7632 segundos), es decir, 31558149,76 s.
Para comprender la diferencia con el año trópico se debe tener en cuenta la precesión de los equinoccios. Cuando se hace referencia a un equinoccio o solsticio, se habla del punto de la órbita terrestre en el que la proyección del eje de rotación de la Tierra sobre el plano de la eclíptica se alinea (solsticio) o se sitúa perpendicular (equinoccio) a la línea imaginaria Sol-Tierra. Estos puntos (concretamente el equinoccio vernal) son la referencia para el año trópico. Si el eje de rotación de la Tierra siempre apuntara en la misma dirección, el año trópico y el sidéreo durarían lo mismo. Pero resulta que ese eje, debido a la citada precesión de los equinoccios, da una vuelta sobre la perpendicular a la eclíptica en unos 26 000 años.
Por eso, como puede verse en la ilustración, el año trópico es ligeramente más corto que el sideral. Al transcurrir un año trópico, la recta imaginaria Tierra-Sol no apunta en su proyección hacia el mismo punto (misma estrella) porque el eje ha hecho parte del giro comentado. Por el contrario, el año sidéreo se basa en la alineación del Sol con el mismo punto de referencia (la misma estrella), por lo que no se ve influido por el desplazamiento del eje terrestre.